# The Essential "Weird Al" Yankovic
The Essential "Weird Al" Yankovic è una raccolta in due CD delle canzoni di "Weird Al" Yankovic, distribuito nel 2009.
L'album è stato pubblicato dalla Legacy Recordings per la loro serie The Essential.

## Tracce

### Disco 1
1. Another One Rides the Bus - 4:57
2. Polkas on 45 - 4:23
3. Eat It - 3:19
4. I Lost on Jeopardy - 3:26
5. Yoda - 3:58
6. One More Minute - 4:02
7. Like a Surgeon - 3:27
8. Dare to Be Stupid - 3:23
9. Dog Eat Dog - 3:42
10. Lasagna - 2:45
11. Melanie - 3:58
12. Fat - 3:55
13. UHF - 3:49
14. The Biggest Ball of Twine in Minnesota - 6:50
15. Triger Happy - 3.46
16. Smells Like Nirvana - 3:42
17. You Don't Love Me Anymore - 4:01
18. Bedrock Anthem - 3:41
19. Frank's 2000" TV - 4:07
20. Jurassic Park - 3:53

### Disco 2
1. Since You've Been Gone - 1:22
2. Amish Paradise - 3:20
3. Gump - 2:10
4. Everything You Know Is Wrong - 3:48
5. The Night Santa Went Crazy - 4:03
6. Your Horoscope for Today - 3:59
7. It's All About the Pentiums - 3:34
8. The Saga Begins - 5:27
9. Albuquerque - 11:23
10. eBay - 3:36
11. Bob - 2:29
12. Hardware Store - 3:45
13. I'll Sue Ya - 3:51
14. Canadian Idiot - 2:23
15. Pancreas - 3:48
16. Don't Download This Song - 3:52
17. White & Nerdy - 2:50
18. Trapped in the Drive-Thru - 10:51

### Disco 3[1]
1. Ricky - 2:35
2. Midnight Star - 4:35
3. Living with a Hernia - 3:16
4. Good Old Days - 3:21
5. Wanna B Ur Lover - 6:14
6. Genius In France - 8:58

## Musicisti
- "Weird Al" Yankovic - fisarmonica, tastiera, cantante
- Steve Jay - basso, coro
- Jim West - chitarra, coro
- Rubén Valtierra - tastiera
- Jon Schwartz - batteria, coro